# برادرکشی (داستان کوتاه)
«برادرکشی» (آلمانی: Ein Brudermord) داستانی کوتاه از فرانتس کافکا است. در این داستان همانند «کرکس» کافکا توصیفی سوررئالیستی از خشونت علیه افراد بی‌دفاع را ارائه می‌دهد. همزمان، این دو داستان دربردارنده تفاسیر کنایه‌آمیز اجتماعی ضمنی هستند.